# Liste des planètes mineures non numérotées découvertes en avril 2007
Pour un article plus général, voir Liste des planètes mineures non numérotées découvertes en 2007.
Pour un article plus général, voir Liste des planètes mineures.
Cet article dresse la liste des planètes mineures (astéroïdes, centaures, objets transneptuniens et assimilés) non numérotées découvertes en avril 2007 dans l'ordre de leur découverte.
Au 15 janvier 2025, 661 077 des 1 434 993 planètes mineures répertoriées par le Centre des planètes mineures ne sont pas encore numérotées, soit 46,07 %.

## Rappel concernant la désignation provisoire
La désignation provisoire indique l'ordre de découverte de ces objets. En effet, cette désignation est composée de l'année de découverte (par exemple 2007) suivie de la quinzaine (demi-mois) de découverte (p.e. A = 1-15 janvier) puis de l'ordre de découverte dans cette quinzaine. Cet ordre est indiqué par une lettre et éventuellement un chiffre comme suit : A pour la première découverte, B pour la deuxième, ..., Z pour la 25e (le I n'est pas utilisé pour éviter la confusion avec 1), A1 pour la 26e, B1 pour la 27e, etc. , Z1 pour la 50e, A2 pour la 51e, B2 pour la 52e, etc. L'ordre de la numérotation ne suit donc pas l'ordre alphanumérique. 2007 AA1 suit ainsi 2007 AZ et précède 2007 AB1.

## Liste

### Du1erau 15 avril 2007
- 2007 GC
- 2007 GF
- 2007 GK1
- 2007 GO1
- 2007 GU1
- 2007 GV1
- 2007 GY1
- 2007 GR2
- 2007 GA3
- 2007 GJ3
- 2007 GQ3
- 2007 GR3
- 2007 GT3
- 2007 GU3
- 2007 GW3
- 2007 GS4
- 2007 GU4
- 2007 GW4
- 2007 GV5
- 2007 GW5
- 2007 GX5
- 2007 GY5
- 2007 GZ5
- 2007 GF6
- 2007 GR8
- 2007 GV8
- 2007 GZ8
- 2007 GA9
- 2007 GJ11
- 2007 GU12
- 2007 GM15
- 2007 GJ19
- 2007 GA20
- 2007 GV20
- 2007 GX21
- 2007 GK26
- 2007 GQ26
- 2007 GL27
- 2007 GF29
- 2007 GR30
- 2007 GS30
- 2007 GD31
- 2007 GQ31
- 2007 GW32
- 2007 GO33
- 2007 GG34
- 2007 GH35
- 2007 GQ35
- 2007 GX37
- 2007 GG39
- 2007 GS40
- 2007 GV41
- 2007 GK42
- 2007 GR42
- 2007 GC43
- 2007 GE43
- 2007 GG43
- 2007 GH43
- 2007 GJ43
- 2007 GZ43
- 2007 GE44
- 2007 GY44
- 2007 GS45
- 2007 GN48
- 2007 GU48
- 2007 GX49
- 2007 GW51
- 2007 GB52
- 2007 GF52
- 2007 GB53
- 2007 GM54
- 2007 GP54
- 2007 GR54
- 2007 GL55
- 2007 GK57
- 2007 GN57
- 2007 GV57
- 2007 GO58
- 2007 GJ59
- 2007 GT59
- 2007 GV59
- 2007 GZ59
- 2007 GH60
- 2007 GL60
- 2007 GH63
- 2007 GM63
- 2007 GO63
- 2007 GR63
- 2007 GW63
- 2007 GD64
- 2007 GN64
- 2007 GZ64
- 2007 GN65
- 2007 GK66
- 2007 GP66
- 2007 GE68
- 2007 GQ68
- 2007 GW68
- 2007 GJ69
- 2007 GN69
- 2007 GO69
- 2007 GE70
- 2007 GG70
- 2007 GJ70
- 2007 GL70
- 2007 GV70
- 2007 GW70
- 2007 GQ71
- 2007 GT71
- 2007 GW71
- 2007 GY71
- 2007 GZ71
- 2007 GA72
- 2007 GA73
- 2007 GW74
- 2007 GH75
- 2007 GN75
- 2007 GO75
- 2007 GP75
- 2007 GQ75
- 2007 GL76
- 2007 GM77
- 2007 GR78
- 2007 GU78
- 2007 GV78
- 2007 GX78
- 2007 GL79
- 2007 GN79
- 2007 GP79
- 2007 GU79
- 2007 GZ79
- 2007 GA80
- 2007 GD80
- 2007 GF80
- 2007 GG80
- 2007 GL80
- 2007 GP80
- 2007 GR80
- 2007 GV80
- 2007 GW80
- 2007 GH81
- 2007 GJ81
- 2007 GN81
- 2007 GO81
- 2007 GQ81
- 2007 GR81
- 2007 GS81
- 2007 GV81
- 2007 GW81
- 2007 GZ81
- 2007 GA82
- 2007 GF82
- 2007 GG82
- 2007 GH82
- 2007 GJ82
- 2007 GK82
- 2007 GM82
- 2007 GN82
- 2007 GO82
- 2007 GR82
- 2007 GS82
- 2007 GT82
- 2007 GU82
- 2007 GV82
- 2007 GW82
- 2007 GX82
- 2007 GY82
- 2007 GZ82
- 2007 GA83
- 2007 GB83

### Du 16 au 30 avril 2007
- 2007 HA
- 2007 HC
- 2007 HF
- 2007 HP
- 2007 HQ
- 2007 HY1
- 2007 HF2
- 2007 HW2
- 2007 HX2
- 2007 HW3
- 2007 HY3
- 2007 HD4
- 2007 HL4
- 2007 HV4
- 2007 HW4
- 2007 HF5
- 2007 HK5
- 2007 HW5
- 2007 HM8
- 2007 HN8
- 2007 HO8
- 2007 HW8
- 2007 HZ8
- 2007 HL9
- 2007 HP9
- 2007 HV9
- 2007 HZ9
- 2007 HC10
- 2007 HH10
- 2007 HW10
- 2007 HE11
- 2007 HP11
- 2007 HA12
- 2007 HC12
- 2007 HQ12
- 2007 HN13
- 2007 HU13
- 2007 HV13
- 2007 HX13
- 2007 HD14
- 2007 HE14
- 2007 HB15
- 2007 HD15
- 2007 HE15
- 2007 HF15
- 2007 HY15
- 2007 HG18
- 2007 HP18
- 2007 HG19
- 2007 HK19
- 2007 HN19
- 2007 HO19
- 2007 HT19
- 2007 HB21
- 2007 HY21
- 2007 HE22
- 2007 HO22
- 2007 HQ23
- 2007 HY23
- 2007 HH24
- 2007 HZ24
- 2007 HL25
- 2007 HE26
- 2007 HS26
- 2007 HD27
- 2007 HO28
- 2007 HX28
- 2007 HT29
- 2007 HB30
- 2007 HN30
- 2007 HY30
- 2007 HR31
- 2007 HW31
- 2007 HC32
- 2007 HE32
- 2007 HF32
- 2007 HN32
- 2007 HO32
- 2007 HH33
- 2007 HN33
- 2007 HP33
- 2007 HS33
- 2007 HA34
- 2007 HJ34
- 2007 HQ34
- 2007 HW34
- 2007 HX34
- 2007 HC35
- 2007 HG35
- 2007 HN35
- 2007 HC36
- 2007 HD36
- 2007 HO36
- 2007 HD38
- 2007 HV39
- 2007 HC40
- 2007 HD42
- 2007 HE42
- 2007 HP42
- 2007 HS42
- 2007 HU42
- 2007 HD44
- 2007 HG44
- 2007 HH44
- 2007 HX44
- 2007 HB45
- 2007 HU45
- 2007 HU46
- 2007 HJ47
- 2007 HN47
- 2007 HN48
- 2007 HY48
- 2007 HL49
- 2007 HQ50
- 2007 HM51
- 2007 HE54
- 2007 HH56
- 2007 HQ56
- 2007 HV56
- 2007 HZ58
- 2007 HX59
- 2007 HC60
- 2007 HH60
- 2007 HU60
- 2007 HS62
- 2007 HF63
- 2007 HF66
- 2007 HR66
- 2007 HL68
- 2007 HP68
- 2007 HS68
- 2007 HA69
- 2007 HR69
- 2007 HW69
- 2007 HD70
- 2007 HL70
- 2007 HQ70
- 2007 HT70
- 2007 HZ71
- 2007 HS72
- 2007 HN73
- 2007 HL74
- 2007 HB77
- 2007 HZ78
- 2007 HT81
- 2007 HC82
- 2007 HG82
- 2007 HX82
- 2007 HZ82
- 2007 HN83
- 2007 HU83
- 2007 HB84
- 2007 HD84
- 2007 HZ84
- 2007 HO86
- 2007 HD87
- 2007 HE89
- 2007 HG89
- 2007 HJ89
- 2007 HN89
- 2007 HV90
- 2007 HS91
- 2007 HJ92
- 2007 HP92
- 2007 HK93
- 2007 HM93
- 2007 HW93
- 2007 HX93
- 2007 HC94
- 2007 HF94
- 2007 HS94
- 2007 HT94
- 2007 HX94
- 2007 HM95
- 2007 HY96
- 2007 HV99
- 2007 HE100
- 2007 HM100
- 2007 HV102
- 2007 HB103
- 2007 HF103
- 2007 HH103
- 2007 HM103
- 2007 HO103
- 2007 HP103
- 2007 HR103
- 2007 HX103
- 2007 HY103
- 2007 HZ103
- 2007 HD104
- 2007 HE104
- 2007 HG104
- 2007 HH104
- 2007 HJ104
- 2007 HS104
- 2007 HE105
- 2007 HK105
- 2007 HB106
- 2007 HD106
- 2007 HK106
- 2007 HX106
- 2007 HY106
- 2007 HZ106
- 2007 HD107
- 2007 HF107
- 2007 HG107
- 2007 HH107
- 2007 HK107
- 2007 HV107
- 2007 HX107
- 2007 HY107
- 2007 HZ107
- 2007 HA108
- 2007 HC108
- 2007 HD108
- 2007 HE108
- 2007 HF108
- 2007 HG108
- 2007 HH108
- 2007 HJ108
- 2007 HK108
- 2007 HR108
- 2007 HT108
- 2007 HW108
- 2007 HY108
- 2007 HZ108
- 2007 HA109
- 2007 HB109
- 2007 HD109
- 2007 HE109
- 2007 HS109
- 2007 HV109
- 2007 HW109
- 2007 HX109
- 2007 HY109
- 2007 HZ109
- 2007 HA110
- 2007 HB110
- 2007 HG110
- 2007 HH110
- 2007 HM110
- 2007 HQ110
- 2007 HV110
- 2007 HW110
- 2007 HY110
- 2007 HA111
- 2007 HB111
- 2007 HC111
- 2007 HD111
- 2007 HF111
- 2007 HG111
- 2007 HH111
- 2007 HJ111
- 2007 HP111
- 2007 HV111
- 2007 HM112
- 2007 HN112
- 2007 HO112
- 2007 HQ112
- 2007 HR112
- 2007 HS112
- 2007 HT112
- 2007 HZ112
- 2007 HC113
- 2007 HE113
- 2007 HF113
- 2007 HP113
- 2007 HS113
- 2007 HT113
- 2007 HU113
- 2007 HW113
- 2007 HB114
- 2007 HF114
- 2007 HH114
- 2007 HJ114
- 2007 HK114
- 2007 HL114
- 2007 HQ114
- 2007 HS114
- 2007 HV114
- 2007 HD115
- 2007 HE115
- 2007 HH115
- 2007 HJ115
- 2007 HN115
- 2007 HO115
- 2007 HP115
- 2007 HQ115
- 2007 HR115
- 2007 HS115
- 2007 HT115
- 2007 HU115
- 2007 HV115
- 2007 HW115
- 2007 HA116
- 2007 HB116
- 2007 HC116
- 2007 HD116
- 2007 HE116
- 2007 HG116
- 2007 HH116
- 2007 HJ116
- 2007 HK116
- 2007 HL116
- 2007 HM116
- 2007 HP116
- 2007 HQ116
- 2007 HR116
- 2007 HS116
- 2007 HU116
- 2007 HV116
- 2007 HW116
- 2007 HX116
- 2007 HY116
- 2007 HZ116
- 2007 HA117
- 2007 HB117
- 2007 HE117
- 2007 HF117
- 2007 HG117
- 2007 HH117
- 2007 HJ117
- 2007 HK117
- 2007 HL117
- 2007 HM117
- 2007 HO117
- 2007 HP117
- 2007 HQ117
- 2007 HS117
- 2007 HT117
- 2007 HU117
- 2007 HV117
- 2007 HW117
- 2007 HX117